# Immigration britannique au Canada
L'immigration britannique au Canada est la migration des citoyens du Royaume-Uni au Canada. Dans le groupe des Britanniques on peut trouver des gens d'origine anglaise, galloise, écossaise, irlandaise du Nord, cornouaillaise, et dans une moindre mesure, mannoise. Actuellement, le Canada est le deuxième pays dans le monde, en dehors du Royaume-Uni, avec le plus de britanniques (y compris leurs descendants) sur son territoire, après les États-Unis, pour atteindre un chiffre de 12 134 745 habitants.
Historiquement, l'immigration britannique, avec l'immigration française, a été le plus grand flux migratoire. Le lien entre les deux pays est très fort, puisqu'ils partagent leur langue, leurs coutumes, des liens historiques, leur régime politique, leur chef d'État, le roi Charles III, et de nombreux autres liens que le Commonwealth of Nations et de l'OTAN.

## Histoire

### Colonisation britannique
La colonisation britannique des Amériques (y compris à la fois la colonisation parrainé par le Royaume d'Angleterre et le Royaume d'Écosse avant les lois de l'union de 1707 qui a créé le Royaume de Grande-Bretagne) a commencé au XVIe siècle et a atteint son point maximum lorsque les colonies ont été établies à travers les Amériques.